# Stenhomalus nagaoi
Stenhomalus nagaoi là một loài bọ cánh cứng trong họ Cerambycidae.